# Julijan Kolew
Julijan Nikolaew Kolew, bulgarisch Юлиян Николаев Колев; englische Transkription Yuliyan Nikolaev Kolev, ist ein professioneller bulgarischer Pokerspieler. Er ist zweifacher Braceletgewinner der World Series of Poker.

## Persönliches
Kolew betrieb vor seiner Pokerkarriere professionelles Armwrestling. Er lebt in Sofia.

## Pokerkarriere

### Werdegang
Seine erste Geldplatzierung bei einem Live-Pokerturnier erzielte Kolew im Januar 2010 bei der Italian Poker Tour in Venedig. Anfang Juli 2010 war er erstmals bei der World Series of Poker (WSOP) im Rio All-Suite Hotel and Casino in Paradise am Las Vegas Strip erfolgreich und kam bei einem Turnier der Variante No Limit Hold’em in die Geldränge. Im Venetian Resort Hotel am Las Vegas Strip beendete der Bulgare Ende Juni 2011 ein Turnier auf dem zweiten Platz und erhielt knapp 100.000 US-Dollar. Bei der WSOP 2014 kam er dreimal auf die bezahlten Plätze, 2015 erzielte er fünf Geldplatzierungen und schloss dabei u. a. das Main Event auf dem mit über 40.000 US-Dollar dotierten 190. Platz ab. Anfang Juli 2016 saß Kolew erstmals an einem WSOP-Finaltisch und wurde bei einem Shootout-Turnier der WSOP 2016 Vierter, was ihm rund 85.000 US-Dollar einbrachte. Auch bei der WSOP 2017 erreichte er einen Finaltisch und erhielt beim Monster Stack als Fünfter von mehr als 6500 Spielern eine Auszahlung von 281.800 US-Dollar. Ende August 2017 spielte der Bulgare bei der PokerStars Championship in Barcelona und sicherte sich durch zwei Finaltische Preisgelder von knapp 140.000 Euro. Im Wynn Las Vegas belegte er Mitte Juli 2018 bei einem Turnier des Wynn Summer Classic den zweiten Platz und erhielt mehr als 280.000 US-Dollar. Bei der WSOP 2019 erzielte Kolew neun Geldplatzierungen und erhielt seine höchste Auszahlung von über 50.000 US-Dollar für seinen 172. Platz im Main Event. Im November 2021 gewann er beim Wynn Fall Classic mit einem Hauptpreis von mehr als 60.000 US-Dollar sein erstes Live-Turnier. Bei der WSOP 2021 setzte sich der Bulgare Mitte November 2021 unter seinem Nickname Dr.Feelg00da beim auf dem Onlinepokerraum WSOP.com ausgespielten Lucky 7’s durch und erhielt ein Bracelet sowie ein Preisgeld von knapp 150.000 US-Dollar. Bei der WSOP 2022, die erstmals im Bally’s Las Vegas und Paris Las Vegas ausgespielt wurde, entschied er das Millionaire Maker mit einer Siegprämie von über 1,1 Millionen US-Dollar für sich und sicherte sich als erster Bulgare ein zweites Bracelet.
Insgesamt hat sich Kolew mit Poker bei Live-Turnieren mehr als 3 Millionen US-Dollar erspielt.

### Braceletübersicht
Kolew kam bei der WSOP 52-mal ins Geld und gewann zwei Bracelets:
| Jahr | Buy-in (in $) | Turnier                             | Teilnehmer | Preisgeld (in $) |
| ---- | ------------- | ----------------------------------- | ---------- | ---------------- |
| 2021 | 0777          | WSOP.com Lucky 7’s No-Limit Hold’em | 1122       | 0.146.163        |
| 2022 | 1500          | Millionaire Maker No-Limit Hold’em  | 7961       | 1.125.189        |